# Großsteingrab Gandløse Orne 3
Das Großsteingrab Gandløse Orne 3 ist eine megalithische Grabanlage der jungsteinzeitlichen Nordgruppe der Trichterbecherkultur im Kirchspiel Ganløse in der dänischen Kommune Egedal.

## Lage
Das Grab liegt ostnordöstlich von Ganløse im Süden des Waldgebiets Ganløse Ore. In der näheren Umgebung gibt bzw. gab es zahlreiche weitere megalithische Grabanlagen.

## Forschungsgeschichte
In den Jahren 1875 und 1942 führten Mitarbeiter des Dänischen Nationalmuseums Dokumentationen der Fundstelle durch. 1942 wurde das Grab irrtümlich als vollständig ausgegangen vermerkt. 1982 wurden allerdings noch vorhandene Reste an das Museum gemeldet.

## Beschreibung
Die Anlage besaß ursprünglich eine nordwest-südöstlich orientierte rechteckige Hügelschüttung mit einer Länge von etwa 25 m, einer Breite von 8,5 m und einer Höhe von 1,2 m. 1982 erschien die Hügelschüttung eher rundlich. Der Hügel besteht aus Erde und Feuerstein-Grus. Von einer möglichen steinernen Umfassung wurden keine Überreste mehr festgestellt.
An jedem der beiden Enden des Hügels befand sich ursprünglich eine Grabkammer. Beide Kammern waren schon vor 1875 entfernt worden; ihre Standorte zeichneten sich nur noch als Gruben ab. Eine der Gruben wies 1982 eine Länge und Breite von 3 m sowie eine Tiefe von 0,4 m auf. Das ursprüngliche Aussehen der Kammern lässt sich nicht mehr rekonstruieren.